# Phòng Sơn
Phòng Sơn (tiếng Trung: tiếng Trung: 房山区; bính âm: Fángshān Qū) là một quận cận nội thành của thủ đô Bắc Kinh, Trung Quốc. Quận Phòng Sơn có diện tích 1.994,73 km², dân số theo điều tra năm 2020 là 1.312.778 người, mật độ dân số là 658 người/km². Trước đây, Phòng Sơn là huyện, đến năm 1986 thì được chuyển thành quận. Phòng Sơn nằm ở tây nam Bắc Kinh, cách trung tâm thành phố 38 km và nằm ở phía đông của Thái Hành Sơn. phía đông và nam của quận này là một vùng đồng bằng phì nhiêu, với một khu vực đồi chạy từ đông bắc đến tây nam. Quận này có nhiều sông và hồ như: sông Juma, sông Dashihe, sông Yongding, và sông Xiaoqing.